# Deltaklasse
De Deltaklasse-onderzeeboten (Russisch: Мурена, murene) zijn kernonderzeeërs met ballistische raketten gebouwd door de Sovjet-Unie om steden, militaire en industriële installaties en marinebases aan te vallen. Ze waren ontworpen om de Verenigde Staten aan te vallen zonder voorbij de SOSUS-sensoren in de GIUK-air gap tussen Groenland (G), IJsland (I) en het Verenigd Koninkrijk (UK) te varen. 
Er zijn vier verschillende types. Ze zien er allemaal ongeveer hetzelfde uit, maar elk type heeft andere mogelijkheden en uitrusting. De NAVO-codenaam groepeert ze alle vier onder de noemer Deltaklasse, maar de Russen zien maar drie verschillende typen, waarbij de Delta II gezien wordt als een verbeterde Delta I. 
In juni 2000 beweerde de Russische Marine dat het 26 strategische atoomonderzeeërs in dienst had met 2.272 kernkoppen op 440 ballistische raketten. Verder werd gezegd dat er vijf Typhoonklasse-onderzeeërs waren, zeven van de Delta IV-klasse en dertien van de Delta III-klasse.

## Typen
- Delta I (Project 667B, Moerena) (Russisch: проекта 667Б "Мурена", murene)
- Delta II (Project 667BD, Moerena-M) (Russisch: проекта 667БД "Мурена-М")
- Delta III (Project 667BDR, Kalmar) (Russisch: проекта 667БДР "Кальмар" inktvis)
- Delta IV (Project 667BDRM, Delfin) (Russisch: проекта 667БДРМ "Дельфин" dolfijn)

## Delta I18 boten
De Deltaklasse-onderzeeboten konden uitgezonden worden op patrouilles in de ijszeeën ten noorden van de Sovjet-Unie, waaronder de Noorse Zee en de Barentszzee. Daardoor hoefden ze, in tegenstelling tot hun voorgangers, niet door de Westerse SOSUS-sonarbarrière om binnen het bereik van hun doel te komen. Ter verbetering van de precisie van de raketten hadden de Delta I-onderzeeboten het Totol-B-navigatiesysteem aan boord en het Cyclone-B-systeem voor satellietnavigatie.
Na autorisatie voor de ontwikkeling van de klasse in 1965 werd de eerste Delta I, de K-279, in dienst gesteld bij de Sovjet Noordelijke Vloot op 22 december 1972. In totaal werden er 18 boten van dit type gebouwd en ze dienden allemaal bij de Marine van de Sovjet-Unie onder de aanduiding Project 667B Murena (aal).
Vanaf 1994 werden de Delta I's langzaam uit dienst genomen. Het verwijderen van de raketcompartimenten begon in 1997. Alle boten van de klasse waren uit dienst in 1998, en gesloopt in 2005.

## Delta II4 boten
De Delta II-klasse onderzeeër ontworpen om de tekortkomingen van de Delta I klasse op te vangen. Het ontwerp was in essentie gelijk, maar de boot werd in het 4e en 5e compartiment met 16 meter verlengd om plaats te maken voor vier extra lanceerbuizen. Het nieuwe Deltatype kreeg ook systemen mee om geluid te verminderen, zoals stoomturbines gemonteerd op schokdempers, alle pijpen los van de romp gemonteerd met een laag rubber ertussen en speciale hydro-akoestische coating op de romp. 
De NAVO-aanduiding Delta II geeft aan dat het een nieuwe versie is, maar de Russen verwijzen ernaar met de aanduiding 667BD Murena-M, ofwel simpelweg een verbeterde Delta I. 
Slechts vier boten werden er gebouwd van deze klasse, waarschijnlijk vanwege de nieuwe Delta III-klasse, en alle Delta II's waren in 1996 uit dienst.

## Delta III14 boten

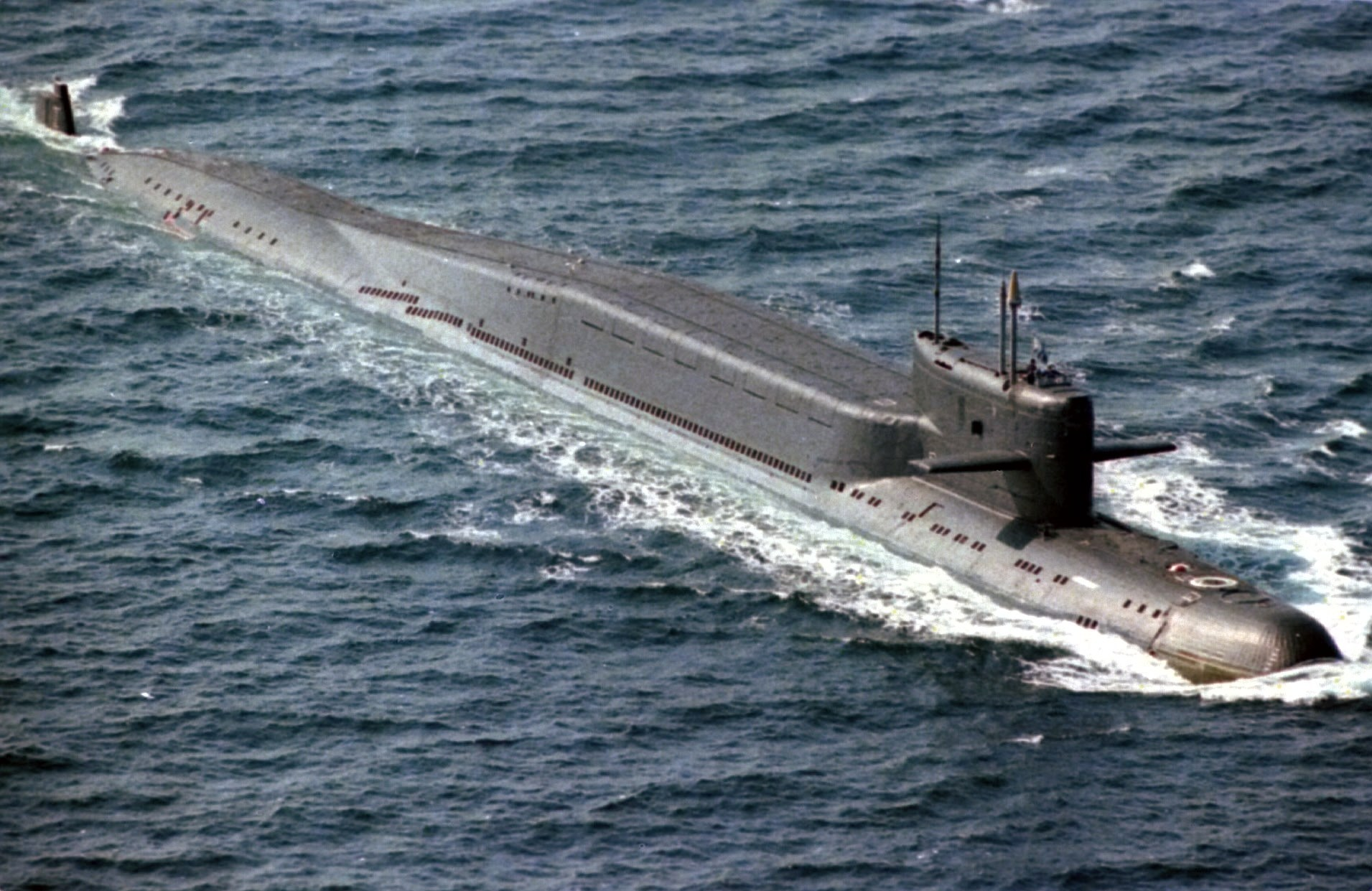
Delta III onderzeeër

De 667BDR Kal'mar (pijlinktvis) Delta II-klasse was een grote kernonderzeeër met ballistische raketten. Evenals de vroegere Deltaklasse-onderzeeërs had de Delta III een dubbele romp met een dunne paramagnetische buitenromp met een dikke stalen drukromp er binnenin. Ontwikkeling begon in 1972. De onderzeeboot was de eerste die elk aantal ballistische raketten in één salvo kon lanceren. Het was ook de eerste die de mogelijkheid had tot het meenemen van ballistische raketten met MIRV's (multiple independently targetable reentry vehicles). De onderzeeër had 16 R-29R-raketten, met elk 3 tot 7 MIRV's met een bereik van 6.500 tot 8.000 km, afhankelijk van het aantal MIRV's.
De Delta III was ook uitgerust met een nieuw slagveld-managementsysteem, de "Almaz-BDR" voor de vuurleiding van de torpedo's in diep water. Ook werd een nieuw navigatiesysteem geïnstalleerd, "Tobol M-1", en later de "Tobol M-2". Een hydro-akoestisch navigatiesysteem met de naam "Sjmel" stelt de onderzeeër in staat zijn positie te bepalen aan de hand van hydro-akoestische boeien. Als laatste werd er ook een nieuwe sonar geïnstalleerd, genaamd "Rubikon".

## Delta IV7 boten

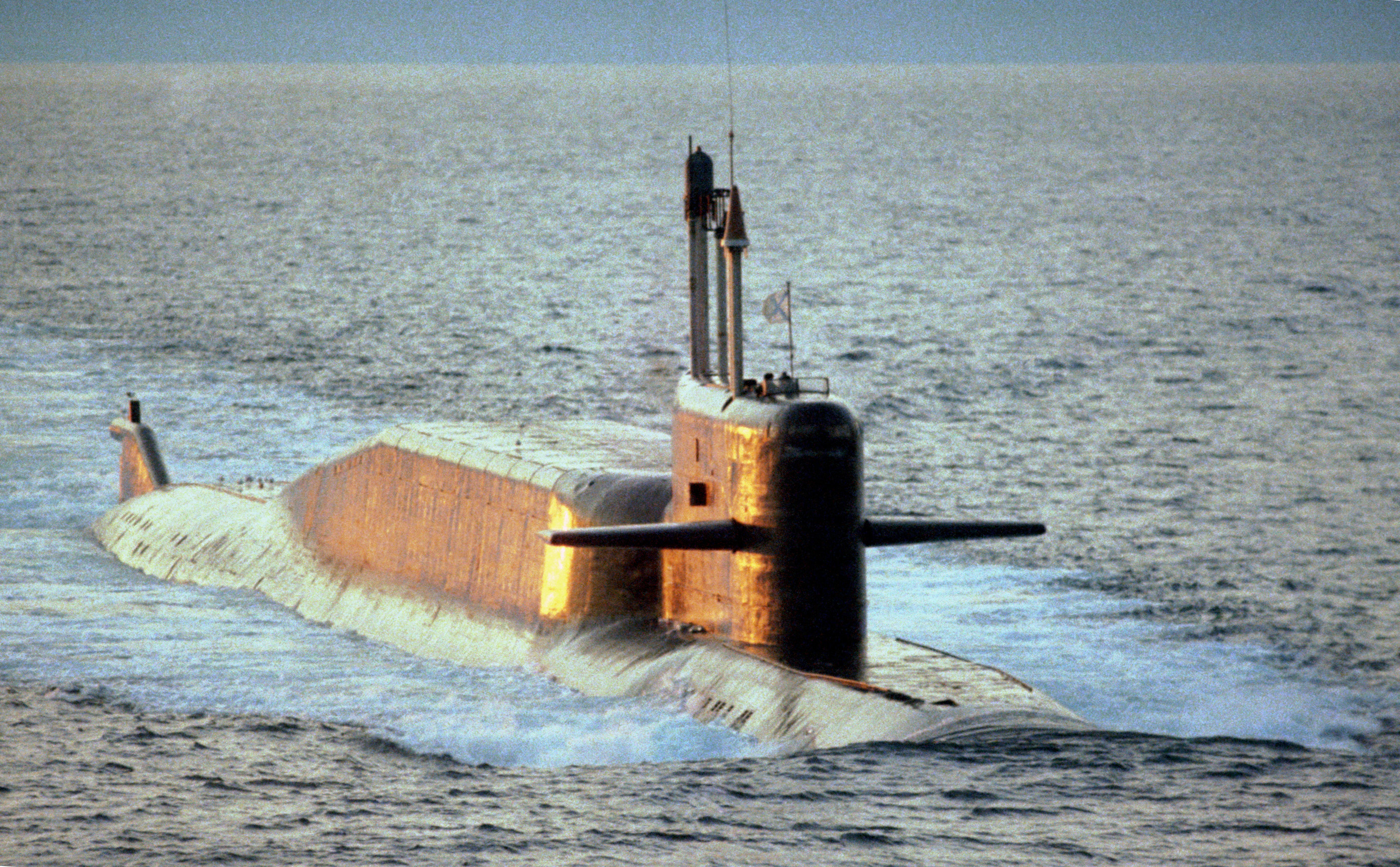
Delta IV

Van de Delta IV-klasse heeft de werf van Severodvinsk er tussen 1985 en 1992 zeven gebouwd, waarvan er nog vijf actief zijn bij de Russische Marine. De onderzeeërs zijn gestationeerd in Sajda-Goeba en opereren onder het commando van de Noordelijke Vloot.
Het ontwerp van de Delta IV lijkt sterk op de Delta III en maakt ook gebruik van een dunne buitenromp en een dikke drukromp binnenin waar ook de raketsilo's zich bevinden. 
De onderzeeër heeft een operationele diepte van 320 meter, met een maximum diepte van 400 meter. Het aandrijfsysteem laat een maximumsnelheid toe van 24 knopen, door gebruik van twee VM-4-drukwaterreactoren, met een vermogen van ongeveer 18 MW. Het heeft twee GT3A-365-stoomturbines met een vermogen van 27,5 MW. Het aandrijfsysteem drijft twee assen aan met elk een zevenbladige scheepsschroef met vaste bladen. 

### Algeheel ontwerp
Het ontwerp is gelijk aan dat van de Delta III. De onderzeeër heeft een dubbele romp waarbij de raketsilo's zich in de binnenste romp bevinden. De voorste duikroeren zitten aan de toren. Ze kunnen ook verticaal staan, om door het ijs te breken. De operationele diepte is 320 meter, met een maximum diepte van 400 meter. De maximumsnelheid bedraagt 24 knopen. Het heeft voorraden aan boord voor 80 dagen. De buitenkant heeft een speciale hydro-akoestische coating om geluid te verminderen. 
Tijdens de ontwikkeling van de 667BDRM werden een aantal maatregelen genomen om geluid te verminderen. De overbrenging en uitrusting zijn allemaal op dezelfde basis gebouwd, los van de romp met isolatie ertussen. De efficiëntie van de coating op de romp werd ook verbeterd.

### Bewapening
De Delta IV-onderzeeërs hebben een D-9RM-lanceersysteem en dragen zestien R-29RM-raketten met vloeibarebrandstofmotoren die elk vier MIRV's dragen. In tegenstelling tot eerdere modificaties kan de Delta IV ballistische raketten alle kanten op lanceren vanaf een vaste koers. Het onder water lanceren van de raketten kan vanaf een diepte van 55 meter bij een kruissnelheid  van 6-7 knopen. Alle raketten kunnen in een enkel salvo gelanceerd worden. 
De 667BDRM Delfin zijn uitgerust met het TRV-671-RTM-raket-torpedosysteem die vier torpedobuizen heeft van 533 mm. In tegenstelling tot de Delta III is de IV in staat tot het lanceren van elk type torpedo, anti-onderzeeër-torpedo-raket en antihydro-akoestische apparaten. Het slagveldsysteem "Omnibus-BDRM" controleert alle gevechtssystemen. Het "Sjljoez"-navigatiesysteem zorgt voor verbeterde precisie van de raketten en is in staat tot astronavigatie vanaf periscoopdiepte. Het navigatiesysteem heeft ook twee drijvende boeien voor het opvangen van radioberichten, doelinformatie, en satellietnavigatiesignalen op grote diepte. Het is ook uitgerust met het "Skat-VDRM"-hydro-akoestisch systeem. 
De Delta IV-onderzeeërs zijn strategische kernonderzeeërs met ballistische raketten, ontworpen om militaire en industriële installaties aan te vallen. De boten hebben de RSM-54-Makeyev-raket (NAVO-codenaam: SS-N-23 Skiff) ballistische raket aan boord. De RSM-54 is een drietrapsraket met vloeibarebrandstofmotor met een bereik van 8.300 kilometer. De kop bevat vier tot tien MIRV's, met elk een TNT-equivalent van 100 kiloton. De raket haalt met astronavigatie een precisie van 500 meter. 
De onderzeeër is ook in staat tot het lanceren van de Novator SS-N-15 Starfish-antischeepsraket of Mk 40-torpedo. Starfish is bewapend met een 200 kiloton-kernkop en heeft een bereik van 45 km. In totaal is er plaats voor achttien raketten of torpedo's in het voorste deel van de boeg.

### Inzet
In eerste instantie waren de Delta IV's gestationeerd bij de Noordelijke Vloot in Olenja Goeba. Alle onderzeeërs van de klasse dienen bij het 12e squadron (voorheen 3e flottielje) van strategische onderzeeërs van de Noordelijke Vloot, die is verhuisd naar Moermansk.